# Marco Álvarez
Marco Antonio Álvarez Vargas (geboren am 4. April 1948 im Distrikt Raimondi, Peru) ist ein peruanischer Politiker (Renovación Popular, ehemals Partido Popular Cristiano) und ein ehemaliger Oberst der peruanischen Streitkräfte. Von 2011 bis 2018 war er Bürgermeister von San Borja, einem Stadtdistrikt der peruanischen Hauptstadt Lima. Von 2019 bis 2022 war er Mitglied des Stadtparlaments der Provinz Lima. Seit 2023 ist er erneut Bürgermeister von San Borja.

## Leben
Marco Antonio Álvarez Vargas wurde am 4. April 1948 im Distrikt Raimondi der peruanischen Region Ucayali geboren. Von 1965 bis 1967 durchlief er an der Escuela Militar de Chorrillos in Lima seine militärische Ausbildung zum Soldaten. 1989 wurde er der Region Huancavelica zugewiesen, in der er als coronel der peruanischen Streitkräfte eine Brigade leitete.

## Politische Laufbahn
Bei den peruanischen Kommunalwahlen 2002 wurde er in den Gemeinderat von San Borja, einem Stadtdistrikt von Lima, gewählt. Dort war er von 2003 bis 2010 Ratsherr (regidor distrital). Seit 2010 ist Álvarez Mitglied des christdemokratischen Partido Popular Cristiano (PPC). 2010 wurde er zum Bürgermeister von San Borja (alcalde distrital) gewählt und 2014 wurde er wiedergewählt, sodass er insgesamt vom 1. Januar 2011 bis zum 31. Dezember 2018 Bürgermeister war.
Als Bürgermeister setzte er sich insbesondere für den Umweltschutz und die Fahrradinfrastruktur in San Borja ein. So plante er das erste öffentliche Fahrradverleihsystem Perus San Borja en Bici. Als Teil seiner Infrastrukturpolitik wurden in San Borja Fahrradwege und Fahrradstraßen gebaut und ausgebaut sowie die Linie 1 der Metro Lima ausgebaut.
Im Oktober 2018 wurde Álvarez für den PPC zum Mitglied des Stadtparlaments der Provinz Lima (regidor provincial) gewählt. Er war dies für die Wahlperiode vom 1. Januar 2019 bis zum 31. Dezember 2022. Zu den Kommunalwahlen 2022 trat er der nationalkonservativen Renovación Popular bei und wurde erneut zum Bürgermeister gewählt. Er ist seit dem 1. Januar 2023 Bürgermeister und wird dies voraussichtlich bis zum 31. Dezember 2026 sein.